# Alice at the Rodeo
Alice at the Rodeo é um curta-metragem de animação estadunidense de 1927, lançado como parte da série Alice Comedies.